# Puerto Carreño
Puerto Carreño és la capital del departament colombià de Vichada. La seva població és de 10.034 habitants, la seva àrea d'12.409 km² i és a prop de la frontera amb Venezuela, on limita al nord del riu Meta amb Puerto Páez.
Aquesta és una petita població, fundada el 1922, sobre la confluència dels rius Orinoco i Meta. A partir del seu port fluvial es realitzen les activitats comercials i de transport de mercaderies del departament amb la capital de Colòmbia. Es pot accedir a el per via aèria (des Villavicencio), fluvial (des Villavicencio o Puerto Gaitán, pel riu Meta) o terrestre (des de Port Gaitán)

## Població
Segons el Departament Nacional d'Estadística - DANE, per a l'any de 1999 la població projectada al cap de municipi sobre la base del cens de 1993 és de 8,066 habitants. En el cens es va trobar una població total de 7,059 habitants conformada per 5,534 habitants en la capçalera municipal i 1,525 en la resta del municipi.
D'acord amb les dades censats projectats pel DANE, es va realitzar una projecció decreixent, amb una taxa variable del 6.7% al 3.2% llançant una projecció de 10.034 habitants a la capçalera municipal per a l'any 2005.

## Economia
Les activitats econòmiques de major importància a la regió són la ramaderia, la pesca, l'agricultura i la mineria.
Els principals productes agrícoles són: arròs de sabana, cotó, yuca i plàtan. Es destaca la pesca ornamental i la ramaderia bovina. S'exploten mines d'or i plata en forma rudimentària.
La població ofereix llocs d'interès turístics com són la població riberenca de Casuarito, on s'elaboren articles i manufactures en cuir i confeccions, tèxtils i menjars típics, tenint registrats dos establiments comercials.
El municipi s'abasteix d'estris i articles de primera necessitat, de l'interior del país, i a vegades de Purto Páez, ciutat de l'estat venezuela d'Apuri, a la frontera amb Colòmbia.